# Émeutes de l'Opéra

Manifestations à l'AJZ.

Les émeutes de l’opéra, en allemand Opernhauskrawalle sont un mouvement de contestation de la jeunesse qui a agité la ville de Zurich à partir de la fin de mai 1980. La demande des jeunes de bénéficier de lieux culturels autonomes était au centre de la confrontation, parfois violente, entre les autorités municipales et la police d’une part et les jeunes manifestants d’autre part.
Ces événements sont aussi connus sous le nom de Züri brännt  (Zurich brûle) ou de l’« été chaud zurichois », ils s’inscrivent dans le mouvement plus large de révolte de la jeunesse en Suisse dans les années 1980.

## Contexte
La demande des jeunes Zurichois de bénéficier d’un centre autonome avait déjà fait son apparition en 1968, elle avait alors débouché sur l’émeute du Globus. La décennie 1970 est ensuite marquée par une succession d’occupations et d’évacuations policières (Lindenhof-Bunker, Drahtschmidli, Schindlergut). En 1977, une initiative populaire socialiste demandant aux autorités de transformer la Rote Fabrik en centre de loisirs et de culture est acceptée. Toutefois, le projet patine et des mouvements de jeunes et d’artistes se réunissent en une communauté d’intérêts pour le faire avancer début  1980. 
Andreas Homoki, directeur de l'opéra, résumait la situation de "l'été chaud de 1980" comme explosive : de fait, "il n'y a pas assez de place pour une culture de la jeunesse", avec d'un côté des subventions astronomiques, et de l'autre un manque d'engagement du gouvernement conservateur de Zürich pour la jeunesse. 
Ainsi, le niveau très élevé des subventions, et le manque de culture non-institutionnelle pour la jeunesse à Zurich, fut à l'origine de Opernhauskrawall, qui veut dire émeutes à l'Opéra de Zurich (en allemand : Opernhaus). Les manifestations ont culminé les 30/31 mai 1980, place Sechseläutenplatz à Zürich, mais aussi dans l'ensemble de la ville, s'étendant à d'autres municipalités en Suisse en 1980 (Lausanne, Berne, Bâle, Lucerne, etc.) et de nouveau en 1982. Ces manifestations marquent le début du mouvement moderne de la jeunesse en Suisse, peut-être comme alternative à l'ancien mouvement Hippie.

## Conséquences
Un premier compromis politique permet l'ouverture de l'AJZ (centre de jeunes de la gare principale de Zürich), et celle de la Rote Fabrik comme centre culturel alternatif à Wollishofen à la fin de 1980. La Rote Fabrik existe toujours, et reste l'un des plus importants lieux culturels alternatifs de la grande  zone urbaine de Zurich. Les politiciens impliqués en premier plan furent Sigmund Widmer et Emilie Lieberherr, puis les membres exécutifs de la ville (Stadtrat). Le journal Suisse WOZ Die Wochenzeitung relate, en 1986 puis en 2006, que des agents de police sous couverture ont infiltré le mouvement, jouant les agents provocateurs puis dénonçant des centaines de militants dans les années 1980,. En octobre 2016 un livre sur Willi S la double vie revoluzzer et officier de police a été publié.

## Analyse
Selon Pierre Raboud, professeur d'histoire à la faculté de lettres de l'UNIL, l'acceptation des demandes de lieux musicaux après une phase de répression a permis de canaliser le mouvement, en lui refusant toute velléité d'ordre politique et scindant ainsi les manifestants en deux groupes. Il remarque que ces initiatives ont conduit à l'institutionnalisation des centres ouverts. Selon lui, ce processus a obligé la Suisse s'ouvrir à « d’autres formes de pratiques culturelles. Mais cette dynamique se fait sous l’auspice de la récupération, vidant la sève revendicative de l’autonomie »

## Chronologie
Le 30 mai 1980, une semaine avant le vote populaire sur l’octroi d’un crédit de 61 millions de francs pour la rénovation de l’opéra de Zurich, 200 manifestants se rassemblent devant ce dernier bâtiment afin de protester contre la politique culturelle de la ville de Zurich accusée de ne rien dépenser pour la culture alternative et de favoriser la culture établie. La demande policière de quitter les lieux n’est pas suivie, les premières échauffourées ont lieu. La soirée se finit en émeute lorsque les spectateurs d’un concert de Bob Marley au Hallenstadion se retrouvent dans le centre-ville.
Le 31 mai, les violences se poursuivent et durent tard dans la nuit. Victime d’une crise cardiaque, un policier décède.
Le 4 juin un premier dialogue avec les autorités est suivi d'une manifestation pacifique de 1500 jeunes pour une ouverture immédiate de la Rote Fabrik.
Le 8 juin, le crédit de rénovation de l'opéra est accepté par une majorité de votants. Plus de 2000 jeunes manifestent, demandant entre autres la libération de dix personnes interpellées le week-end précédent. Le directeur de l'Instruction publique zurichois Alfred Gilgen demande l'interdiction d'un film tourné lors des émeutes du 30 mai car il avait été tourné avec du matériel appartenant à l’université. Le lendemain, 800 personnes manifestent à l’université de Zurich contre l'interdiction du film tourné le 30 mai, dans la soirée, un sit-in de 2 000 jeunes sur la place centrale se termine en combats de rue.
Le 21 juin, une manifestation lancée par les Organisations progressistes de Suisse et à laquelle prennent part plusieurs responsables socialistes, réunit plus de 4 000 personnes sur l'Helvetiaplatz. Deux jours plus tard, une proposition socialiste de mise à la disposition des jeunes d’un local à la Limmatstrasse est accepté par l'exécutif zurichois ; ce local ouvrira une semaine plus tard déjà. 
12 juillet : bravant l’interdiction de manifester, 300 jeunes, demandant la libération des manifestants encore incarcérés, affrontent la police jusque tard dans la nuit. La violence atteint un niveau qui n’avait plus été atteint depuis la fin du mois de mai. 130 arrestations.
À l’occasion de la fête nationale, 4 000 jeunes se réunissent le premier août pour une fête alternative non autorisée où ils fustigent l’immobilisme des autorités face aux revendications de la jeunesse. Une nouvelle manifestation demandant l’abandon des poursuites contre les manifestants arrêtés au cours des dernières semaines tourne mal le 30 août.
4 septembre : à l’aube, une opération de police conduit à l’interpellation de 137 personnes au centre autonome de jeunesse de la Limmatstrasse. La découverte d’objet volés d’armes et de stupéfiants conduit à la fermeture immédiate du centre autonome. En retour, de violents combats de rue se déroulent et se poursuivent le 7 lorsque 2000 jeunes et 400 policiers s'affrontent violemment sur la place Centrale et le quai de la Limmat, ces violences débouchent sur 300 interpellations et plusieurs dizaines de blessés.
Le 20 septembre, une manifestation pacifique rassemble plus de 5 000 personnes exigeant la réouverture du centre autonome de jeunesse. En réponse, le 25 octobre, la Rote Fabrik est partiellement ouverte.

## Les manifestations de la jeunesse dans la culture Suisse
Le 15 juillet 1980, un débat télévisé en direct sur la chaine SRF porte sur les émeutes et la proportionnalité des opérations de la municipalité de Stadtpolizei Zürich et de la police cantonale zurichoise. Deux invités censés représenter le mouvement de la jeunesse jouent alors des personnages fictifs prenant le parti des autorités : Anna et Hans Müller. Cette parodie contribuera à la popularité du mouvement. 
Zürich brännt, est un documentaire suisse, basé sur le matériel vidéo de 1980, a été tourné en noir et blanc à lors de des manifestations en mai 1980 et par la suite. Il a été diffusé à la télévision suisse SRF en mai 2014. Le 22 janvier 2015, le film a été présenté à l'occasion des journées de Soleure comme l'un des événements marquants de l'histoire du cinéma suisse.

## La littérature
- Tanja Polli: Das Doppelleben des Polizisten Willy S.: Erinnerungen an die Zeit, als Zürich brannte. Orell Füssli, Zürich.  (ISBN 978-3037630686)[21],[22].
- Christian Koller: Vor 40 Jahren: Züri brännt, in: Sozialarchiv Info 1 (2020).

## Médias
- L’été chaud de Zurich, archives de la TSR
- Emeutes à Zurich, archives RTS
- Le feu aux poudres, archives RTS